# Walter Hartmann (Politiker, 1949)
Walter Hartmann (* 18. Januar 1949 in Vaduz) ist ein liechtensteinischer Zahnarzt und Politiker (VU).

## Biografie
Hartmann wuchs mit einem Bruder auf. Er besuchte von 1961 bis 1969 das Gymnasium in Vaduz. Anschliessend studierte er Humanmedizin an der Universität Innsbruck, absolvierte zwei Jahre eine kieferchirurgische Ausbildung am Allgemeine Krankenhaus der Stadt Linz und studierte Zahn-, Mund- und Kieferheilkunde am Universitätsklinikum Wien. 1981 erfolgte seine Promotion zum Dr. med. univ. 1985 übernahm er die Zahnarztpraxis seines Vaters in Vaduz, die er seitdem betrieb.
Von 1991 bis 1995 gehörte Hartmann für die Vaterländische Union dem Gemeinderat von Vaduz an. Des Weiteren war er von 1993 bis 2005 für seine Partei Mitglied des liechtensteinischen Landtages. Erstmals im Februar 1993 gewählt, erfolgte im Oktober desselben Jahres, sowie in den Jahren 1997 und 2001 jeweils seine Wiederwahl. Als Landtagsabgeordneter war er Vorsitzender der Geschäftsprüfungskommission und Mitglied des Landesausschusses. Seit 2008 ist er Vorsitzender des Parteirats der Vaterländischen Union.
Hartmann ist verheiratet und hat zwei Kinder.